# Kůň a jeho chlapec
Kůň a jeho chlapec je jedna z knih Letopisů Narnie C. S. Lewise. Většina děje se odehrává mimo samotnou Narnii - v Arkénii (ve 3. českém vydání Archenland) a v Kalornii (ve 3. českém vydání Kalormen). Hlavními hrdiny jsou chlapec Šasta, trakéna (ve 3. vydání tarkínka) Aravis a jejich mluvící koně Brí a Winka (ve 3. vydání Hwin). Kniha vyšla roku 1954 s ilustracemi Pauline Baynesové.

## Příběh
Děj se odehrává v období, kdy sourozenci Pevensieovi jako dospělí vládnou v Narnii na konci knihy Lev, čadodějnice a skříň. Jižně od Narnie se nachází velká říše Kalormen (v některých překladech: Kalornie). V ní žije chudý rybář Aršíš, který krutě zachází se svým nevlastním synem, kterému říká Šasta.
Jednoho dne se pokusí Šastu prodat zlému tarkánovi (to je titul kalormenských šlechticů). Šasta zjistí, že tarkánův kůň Brí umí mluvit; společně uprchnou, aby se pokusili dostat se do Narnie. Cestou potkají dívku na mluvící klisně Hwin, kteří také prchají do Narnie. Je to dcera tarkána, který ji chtěl provdat proti její vůli. (Oba koně se narodili v Narnii a do Kalormenu se dostali zajetím. V Kalormenu mluvící zvířata neexistují a oba koně se celý život snažili se neprozradit, protože tím by jim vyhasly poslední naděje na útěk.)
Mezitím do Tašbánu, hlavního města Kalormenu, přijede královna Narnie Zuzana na námluvy s kalormenským princem Rabadašem; doprovází ji její bratr král Edmund a několik přátel a také jedno dítě, princ Korin z království Archenlandu, které je spojencem Narnie. Když Zuzana pozná Rabadošovu zlou a krutou povahu, rozhodne se neprovdat se za něho.
Jednoho dne princ Korin v Tašbánu uteče za dobrodružstvím, Edmund a Zuzana ho hledají a potkají Šastu s Aravis, kteří se snaží s koňmi nenápadně projít městem. Protože Šasta vypadá stejně jako Korin, považují jej za Korina a odvedou jej do paláce; tam vyslechne jejich poradu. Když je Šasta sám, vejde do místnosti pravý princ Korin, vypráví si své příběhy a potom Šasta uteče.
Mezitím se Aravis v Tašbánu setká se svou přítelkyní Lasarin a tajně vyslechnou plán Rabadaše, rozzuřeného Zuzaniným odmítnutím, že bez vyhlášení války napadne hlavní město Archelandského království, které je spojencem Narnie, a poté Zuzanu unese z Narnie.
Když se Šasta za městem shledá s Aravis a oběma koňmi, rozhodnou se varovat krále Lunu, vládce Archenlandu, s využitím zkratky, o které se Šasta dozvěděl od narnijské družiny. Po strastiplné cestě pouští a úprku před lvem dorazí do domku poustevníka; dál běží Šasta sám. Krále Lunu varuje včas. Potom však cestou na Lunův hrad zabloudí a dojde do Narnie, kde se setká s mluvícími zvířaty a pošle po nich zprávu narnijským vládcům, aby spěchali Archenlandu na pomoc. Také se setká s laskavým mluvícím lvem Aslanem a dozví se, že jej Aslan opakovaně zachránil.
Díky narnijským posilám se Archenland ubrání. Zajatý Rabadaš nepřestává vládcům drze vyhrožovat; v tom se v sále objeví Aslan a na několik měsíců jej promění v osla.
Šasta zjistí, že je syn krále Luny a bratr Korina a že se jmenuje Kor. Usadí se s Aravis v Archenlandu, později se vezmou. A po smrti krále Luny se Kor stane králem. Koně šťastně žijí v Narnii.